# マカプウ岬

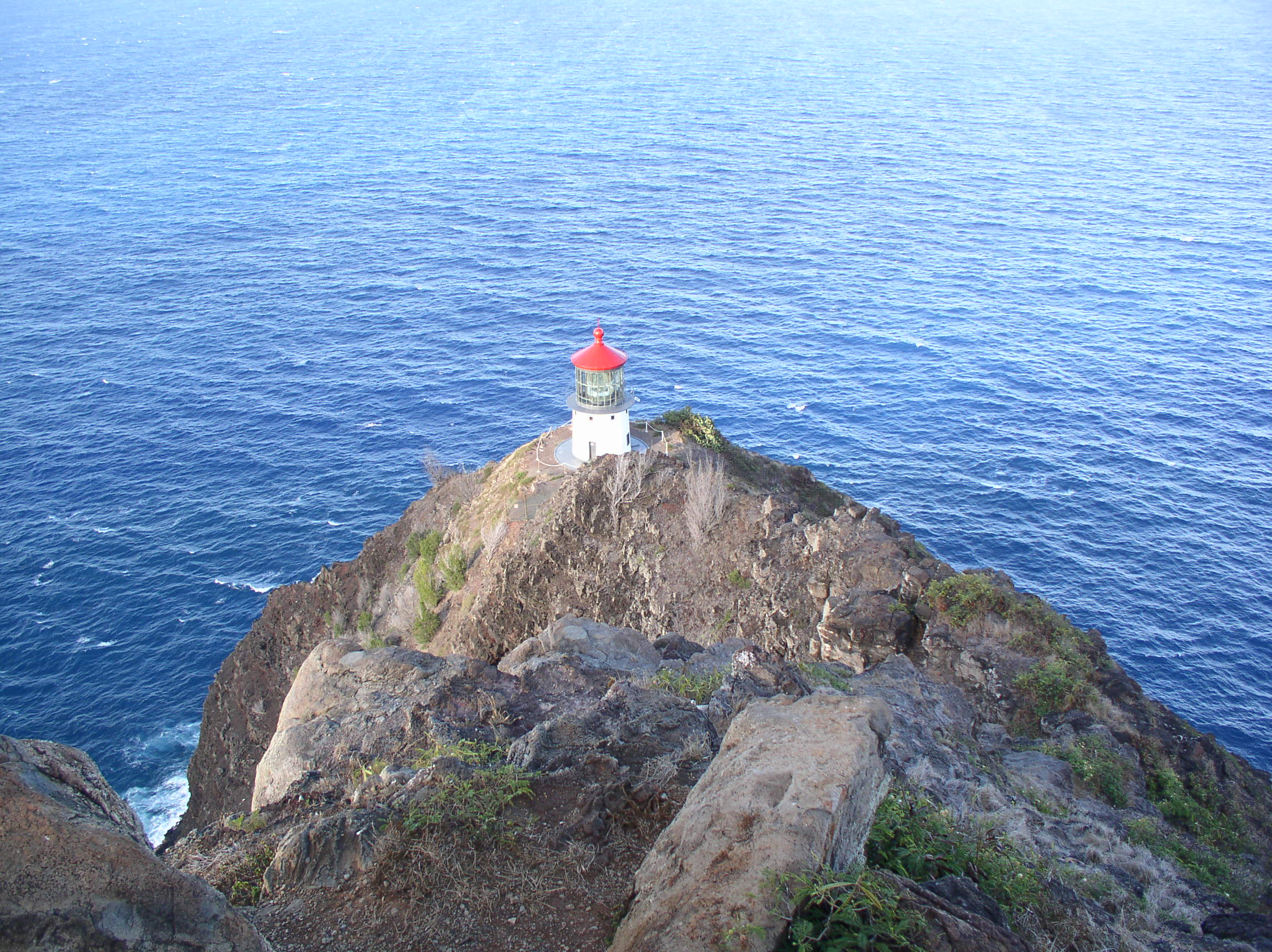
マカプウ岬

マカプウ岬（マカプウみさき）またはマカプウポイント（ハワイ語:Makapuʻu Point、英語:Makapuu Point）は、ハワイ州のオアフ島最東端に位置する岬。マカプウ地域に所在する。ホノルルから7.5マイル (12 km)の距離にあり、マカプウやワイマナロ湾の景観を一方に、カイウイ海峡を他方に一望することができる人気のハイキングスポットである。1909年に完成し、1974年に自動化されたマカプウ岬灯台の所在地である。マカプウ岬灯台には世界最大級のフレネルレンズが使われている。ニール・マクヘンリーによると、この3.7m級の超広角フレネルレンズを作る技法はもはや知られていないという。灯台は単相1000ワット、交流120ボルトのランプ電源で灯火する。灯台及びその周辺は、アメリカ沿岸警備隊が所有している。
冬場のホエールウォッチング、モロカイ島やラナイ島といった近隣の島を見るなど、海を見ることでも人気である。